# Mark King (snooker)
Mark King, angleški igralec snukerja, * 28. marec 1974.
King še ni osvojil nobenega jakostnega turnirja, a se je dvakrat prebil v finale in obakrat izgubil. Prvič je bilo to na turnirju Welsh Open 1997, na katerem ga je premagal Stephen Hendry z 9-2, na turnirju Irish Masters 2004 pa je bil v finalu z 10-7 od njega boljši Peter Ebdon. Doslej je 5 sezon zasedal mesto med najboljšimi 16 igralci na svetovni jakostni lestvici, v trenutni sezoni 2009/10 drži 16. mesto.

## Kariera
Poznan je po tekočih udarcih, ki jih spretno dopolnjuje z zanesljivo taktično igro. Nekateri strokovnjaki dejstvo, da še ni osvojil nobenega jakostnega turnirja, pripsujejo njegovi glavni slabosti, občasni izgubi nadzora nad belo kroglo, ki ga pogosto pahne v situacijo, ko je prisiljen izpeljati obrambni udarec in posledično igro predati nasprotniku.
King je svojo veljavo in ugled že dokazal v številnih dvobojih, dostikrat pa so ga že ožigosali, da ima obrambno mentaliteto, ki naj bi bila ovira njegovi igri. 26. aprila 2009 je na Svetovnem prvenstvu igral najdaljši frame v zgodovini prvenstva, to je bilo v drugem krogu proti Stephenu Maguireju. Nasprotnika sta tedaj en sam frame igrala 45 minut in 58 sekund.
Če so njegov značaj pogosto označili za slabost, pa mu je trener Terry Griffiths pomagal zbrusiti to plat igre, zaradi česar je tudi v zadnjih sezonah vse višje na svetovni jakostni lestvici. King je poznan kot eden najbarvitejših igralcev v karavani, ki uživa v boju za snuker mizo, pa če je dvoboj že izgubljen ali če je čisto iz forme. Ob Marcu Fuju in Johnu Higginsu je edini igralec, ki ima proti Ronnieju O'Sullivanu pozitivno bilanco, saj vodi s 6-5 v dvobojih.
Profesionalec je postal leta 1991 in se premo vzpenjal po jakostni lestvici, tako da je do leta 1996 že zasedel mesto med najboljšimi 48 igralci na lestvici. Nastop v finalu jakostnega turnirja Welsh Open 1997 mu je ob koncu sezone prinesel mesto med najboljšimi 32 igralci lestvice, dosežek pa je še izboljšal in leto kasneje že držal mesto med 16 igralci sveta po jakostni lestvici.
Na turnirju Grand Prix 1997 se je King neslavno zapisal v zgodovino z dvobojem osmine finala proti Johnu Higginsu. Izid dvoboja je bila gladka zmaga Higginsa s 5-0, King pa je celo v celotnem dvoboju vknjižil le 11 točk, kar je še danes rekord katerega koli po televiziji prenašanega dvoboja.
Čeprav se na jakostnih turnirjih nobenkrat ni uvrstil v četrtfinale, je po naslednji sezoni zadržal mesto med elitno šestnajsterico, a je nato leto pozneje iz nje le izpadel. V sezoni 2000/01 se je takoj vrnil vanjo in se povzpel na zanj rekordno 11. mesto na svetovni jakostni lestvici. Zaradi skromne sezone 2002/03, ki jo je zaključil z izpadom v prvem krogu Svetovnega prvenstva proti Drewu Henryju, izid je bil 5-10. V intervjuju po dvoboju je King namignil, da je izgubil potrpljenje za ta šport in da bo končal kariero, ker »imam zlobno ženo, ki je nikoli ne vidim, ker tukaj igram to neumno igro.« Kasneje je svojo izjavo preklical in se vrnil v naslednji sezoni.
V sezoni 2003/04 je Kingu uspelo ponoviti svoj najboljši dosežek na jakostnih turnirjih - uvrstitev v finale. To mu je uspelo še drugič v karieri, in sicer na turnirju Irish Masters 2004, na katerem so mu zmage proti Stephenu Hendryju (5-4), Jimmyju Whitu (5-3), Graemu Dottu (6-2) in Kenu Dohertyju (6-2) omogočile nastop v finalu. Tam se je pomeril s Petrom Ebdonom in sredi dvoboja še držal ugoden izid 5-5, a nato dovolil Ebdonu, da se odlepi in si priigra 3 frame prednosti, ki jih nato King ni mogel več nadoknaditi. Končni izid finala je bil 7-10 v korist Ebdona.
Po Svetovnem prvenstvu 2004 se je King zapletel v manjšo afero, potem ko je njegov prijatelj Andy Hicks v izenačenem dvoboju izločil Avstralca Quintena Hanna. Hann je med dvobojem kazal provokativne geste in po koncu dvoboja sta se igralca zapletla v prepir. Kinga je Hannovo vedenje vznemirilo, zato ga je izzval na boksarski dvoboj. Kinga so zavoljo te poteze pogosto kritizirali, pod plazi kritik pa se je že dosti prej, še pred prvenstvom, zaradi nešportnega obnašanja znašel tudi Hann. Kakorkoli, do boksarskega dvoboja je naposled le prišlo, King ga je izgubil po sumljivi odločitvi sodnikov, ki so več točk namenili Avstralcu.
Decembra 2004 je King izločil Marka Williamsa, Alana McManusa in Johna Parrotta ter se prebil v polfinale jakostnega turnirja UK Championship 2004. V polfinalu ga je nato porazil kasnejši zmagovalec Stephen Maguire, ki je Angleža odpravil z izidom 9-4. Pri izidi 8-3 v dvoboju je med občinstvom zazvonil telefon, kar je King izkoristil za duhovito pripombo: »Če je to moja gospa, ji povejte, da zgodaj doma.«
Leta 2005 je King, prav tako na turnirju UK Championship, z izidom 9-8 izločil Ronnieja O'Sullivana, potem ko je že zaostajal s 3-5. V osmini finala je King moral priznati premoč Joeju Perryju (6-9), a je med dvobojem vseeno prikazal niz 146 točk, kar je njegov rekord kariere, kar se tiče profesionalnih tekmovalnih turnirjev.
Poraz v kvalifikacijah za Svetovno prvenstvo 2005 (z 10-9 je bil boljši Neil Robertson, čeprav je Kingu uspel povratek po zaostanku z 2-7) mu je preprečil vnovično vrnitev v šestnajsterico svetovne jakostne lestvice. Povratek v šestnajsterico pa mu je nato uspel sezono kasneje, ko je po žilavi igri izgubil v prvem krogu Svetovnega prvenstva 2006 proti Stephenu Maguireju z rezultatom 6-10. Leta 2007 se Kingu znova ni uspelo uvrstiti na glavni del turnirja Svetovnega prvenstva, saj ga je v kvalifikacijah z 10-6 izločil David Gilbert.
Na Svetovno prvenstvo 2008 se je uvrstil z zmagov kvalifikacijah proti Jimmyju Whitu in nato na glavnem delu prvenstva šokantno domov poslal Marka Selbyja, finalista leto poprej. Proti Selbyju je že zaostajal s 3-5, a ga je nato nočno spanje (3-5 je bil izid po koncu večerne serije) prebudilo, tako da je na koncu zmagal z izidom 10-8. Ko je zadel odločilno kroglo, ki je pomenila napredovanje v naslednji krog, je svoje zadovoljstvo pokazal s krikom: »Pojdi notri!« V osmini finala je King nato priznal premoč Petru Ebdonu, njegov dosežek pa je vendarle zadostoval za vrnitev v šestnajsterico svetovne jakostne lestvice, sezono 2008/09 je tako začel na 15. mestu.
King se je šestkrat doslej uvrstil v osmino finala Svetovnega prvenstva (1998, 1999, 2001, 2002, 2008 in 2009), a mu nobenkrat ni uspelo napredovati v četrtfinale. V teh šestih letih je tudi držal mesto med najboljšimi 16 igralci sveta na svetovni lestvici.
Konstantne predstave v sezoni 2008/09 so Kingu omogočile, da je mesto med šestnajsterico zadržal tudi za naslednjo sezono.
Na turnirju Grand Prix 2009 je King čudežno uspel doseči tri snukerje v odločilnem framu proti Rickyju Waldenu. Zavoljo teh treh snukerjev je nato dvoboj po zadeti zadnji črni krogli tudi dobil, izid je bil 5-4. V naslednjem krogu je nato izgubil proti Robertu Milkinsu.

## Zasebno življenje
King je poročen in ima dva otroka. Njegovo mater so leta 2003 obsodili na doživljenjsko ječo zaradi umora sestrične.